# BIPROGY
BIPROGY株式会社（ビプロジー、英文社名：BIPROGY Inc.）は、ビジネスソリューションを提供する日本のITサービス企業である。JPX日経400の構成銘柄。大日本印刷の持分法適用関連会社である。
1958年に日本レミントン・ユニバック株式会社として設立。その後日本ユニバック株式会社、更に日本ユニシス株式会社に社名変更。2006年のアメリカのユニシスとの資本関係解消後、2022年4月に現社名に変更した。

## 概要
元はアメリカのユニシスと三井物産の合弁によるメインフレームのベンダーであった。1980年代後半以降日本でのオープンシステムの普及拡大に合わせて事業を転換し、供給元をユニシスに限らず販売していた。一方、メインフレーム事業を中核に据え続けたアメリカのユニシスは業績が悪化し、当社株式の売却により資本関係が解消された。2012年には、大日本印刷が協業のために三井物産から株を取得して筆頭株主となった。
ICTソリューションのベンダーとして様々な業界で顧客を有し、日本電気・富士通・日本IBM・NTTデータ・日立製作所と並んで、金融機関の勘定系システムを構築可能な開発能力を保持するシステムインテグレーターの一つである。2007年に百五銀行などでマイクロソフトのWindows ServerとSQL Serverを基盤とした世界初のフルバンキングシステムを稼働させるなど、エンタープライズ・サーバES7000とWindowsを組み合わせた金融機関向けシステムの開発や.NETを利用したソリューションシステムの開発などでマイクロソフトと協調している。
金融機関向けシステムをはじめ、アパレル系システム・通販系システム・ERPソリューション・CRMソリューションを得手とする。2008年からクラウドサービスに注力し、電気自動車充電インフラシステムや電子決済システムなどプラットフォーム提供型ビジネスを拡大し、情報セキュリティサービスのiSECURE【BIPROGY】、AIやロボティクス、IoTサービスの提供を始めている。
スポーツ振興に力を入れており、BIPROGY実業団バドミントン部は、リオデジャネイロオリンピック金メダリストを含むオリンピック選手を多数輩出し、日本リーグや全日本実業団選手権大会などでも優勝を重ねている。アメリカンフットボール部・BULLSは、2009年シーズンから、社会人アメリカンフットボール1部リーグのXリーグへ昇格した。日本ゴルフツアー機構や日本女子プロゴルフ協会のオフィシャルスポンサーである。
東京ディズニーランド「東京ディズニーランド・エレクトリカルパレード・ドリームライツ」と東京ディズニーシー「フォートレス・エクスプロレーション」のスポンサーとしても知られる。

## 沿革
日本ユニシスは日本ユニバックとバロース日本法人の合併によって誕生した。日本ユニバックはスペリーと三井物産の共同出資で設立された。また、バロースはアメリカのバロースの子会社として設立された。日本におけるこの合併はアメリカのバロースとスペリーが合併してユニシスが発足したことに伴うものであった。
日本ユニシスは2005年10月に日本国内における「Unisys」の半永久的な商標使用権を米国ユニシスから約250億円で購入した。その後、2006年3月に米国ユニシスが当社株式を売却したことで資本関係が解消された。
2022年4月1日付でBIPROGY株式会社に商号を変更した。「Unisys」の商標を日本国外で使用できないことなどを理由に挙げている。「BIPROGY」は、光が屈折・反射した時に見えるBlue、Indigo、Purple、Red、Orange、Green、Yellowの7色（→虹の色数）の頭文字から成る造語である。また、ロゴマークはグラデーションのかかった青地に白線が5本引かれており、白線の中に「BIPROGY」の7文字すべてが隠されているデザインになっている。

### 年表
（吉澤機器株式会社）
- 1947年（昭和22年）- 三井物産機械部に所属した吉澤審三郎がGHQによる三井物産解散後に日本レミントン・ユニバックの前身となる吉澤機器株式会社を設立。
- 1951年（昭和26年）- エッカート・モークリー社、最初の商用電子計算機UNIVAC Iを米人口統計局に設置。
- 1953年（昭和28年）- バロース・アディング・マシン社、バロース・コーポレーションに社名変更。
- 1955年（昭和30年）
  - 東京証券取引所と野村證券に日本初の商用コンピュータUNIVAC120設置。
  - レミントン・ランド社とスペリー社が合併、スペリー・ランド社設立。
- 1956年（昭和31年）- 尼崎市役所にバロースF500会計機の1号機を納入。

（日本レミントン・ユニバック株式会社）
- 1958年（昭和33年）- 日本レミントンユニバック株式会社設立（初代社長：宮崎清）。
- 1961年（昭和36年）- 東京電力にUNIVAC IIを設置。
- 1963年（昭和38年）- 野村證券、山一證券にUNIVAC IIIを設置。
- 1964年（昭和39年）
  - 東京オリンピック記録予想にUNIVAC IIIが活躍。
  - 日本初のオンラインリアルタイム処理実験に成功（旧・国鉄）。
- 1965年（昭和40年）‐ オンライン銀行部を設置、バロース・オンライン・システムを販売開始。
- 1967年（昭和42年）‐ 日本初のオンラインバンキング処理開始（旧・富士銀行）。
- 1968年（昭和43年）- 日本ユニバック株式会社に社名変更。
- 1969年（昭和44年）- 日本 - スイス間でオンライン・データ処理成功。
- 1970年（昭和45年）
  - 氷川不動産株式会社設立（後の日本ユニシス・ビジネス）。
  - 東証二部上場。
  - 近畿日本鉄道、UNIVAC製のメインフレームを用いた座席予約システム「ASKAシステム」を運用開始。
- 1971年（昭和46年）‐ 東証一部上場。
- 1973年（昭和48年）
  - 高千穂バロース株式会社設立（後のバロース株式会社）。
  - 漢字情報処理システムKANPSが文部省をはじめ一般企業で採用。
  - 日本ユニバック・サプライ株式会社（後の日本ユニシス・サプライ）の株式を取得し連結子会社化。
- 1976年（昭和51年）- バロース・コーポレーションが、バロース株式会社に社名変更。
- 1977年（昭和52年）- 野村コンピュータシステム、東京証券計算センターのUNIVAC IIIが実働10万時間を突破。
- 1978年（昭和53年）- 全日本空輸、新しい座席予約オンラインRESANAを運用開始。
- 1984年（昭和59年）- 株式会社SRAとの共同出資により、株式会社ソフト・エクセル設立（後の日本ユニシス・エクセリューションズ）。
- 1985年（昭和60年）- 日本ユニバック・ソフト・エンジニアリング株式会社を設立（後のUSOLホールディングス）。

（日本ユニシス株式会社）
- 1988年（昭和63年）- 日本ユニバック、バロースと合併し、日本ユニシス株式会社に改称。
- 1989年（平成元年）
  - 東京ベイ開発センターを開設。
  - 増資により株式会社国際システムを連結子会社化。
- 1991年 UNIXシステムU6000/60を発売(i486搭載し、浮動小数点プロセッサとしてWeitek4167を利用可能)、基本システム構成は約720万円であった[25]。
- 1993年（平成5年）‐ 札幌テクノセンターを開設。
- 1994年（平成6年）- 米国ユニシスに対するソフトウェアの販売、サービスを提供するNULシステムサービス・コーポレーションを設立。
- 1997年（平成9年）- 当社のネットワーク関連及びオープンサービス事業を引き継ぐ、ユニアデックス株式会社を設立。
- 1998年（平成10年）- 地方銀行向け「共同バックアップセンター」を開設。
- 2000年（平成12年）
  - ソフト・エクセルが日本ユニシス・エクセリューションズ株式会社と改称。
  - 日本ユニシスグループから経理事務を受託する日本ユニシス・アカウンティング株式会社を設立。
- 2001年（平成13年）
  - 情報セキュリティ管理の国際標準「BS7799」の認証を日本で初めて取得。
  - 三井物産及びテプコシステムズとの3社共同出資により、エイタス株式会社を設立。
  - 商品先物業界を含めた金融業界向け基幹業務のアウトソーシング・サービスを提供する株式会社トレードビジョンを設立。
- 2002年（平成14年）- 人材育成専門会社「日本ユニシス・ラーニング」を設立。
- 2004年（平成16年）- ユーエックスビジネス株式会社を設立。
- 2005年（平成17年）- グンゼとの合弁でG&Uシステムサービス株式会社を設立。
- 2006年（平成18年）
  - 米国ユニシスが持株の全てを売却（業務提携は継続）。
  - 米ノベルを通じてケンブリッジ・テクノロジー・パートナーズ株式会社を買収。
- 2007年（平成19年）
  - 4月 - USOLホールディングス株式会社設立。
  - 5月 - 世界初となるWindows Server、SQL Serverを基盤としたフルバンキングシステムが百五銀行で稼働開始。
  - 6月 - 株式公開買付けによりネットマークスを連結子会社化。
- 2008年（平成20年）
  - 4月 - ユニアデックス株式会社、エス・アンド・アイ株式会社の株式を取得。
  - 5月 - エヌユー知財フィナンシャルサービス株式会社を設立。
  - 6月 - エイタス株式会社を完全子会社化。
  - 6月 - 株式会社ユニエイドを設立。
- 2009年（平成21年）3月 - 株式会社エイファスの株式を取得し、連結子会社化。
- 2010年（平成22年）5月 - ネットマークスを完全子会社化。
- 2012年（平成24年）8月 - 大日本印刷が筆頭株主となる。クラウド、新プラットフォームサービス、マーケティング・販売の3事業で連携を強化。
- 2014年（平成26年）3月 - ユニアデックスがネットマークスを吸収合併。
- 2015年（平成27年）4月 - USOL北海道株式会社、USOL東北株式会社、USOL東京株式会社、USOL中部株式会社、USOL関西株式会社、USOL中国株式会社、USOL九州株式会社を吸収合併。
- 2017年（平成29年）
  - 3月 - 決済系ビジネスに特化したキャナルペイメントサービス株式会社を設立。
  - 4月 - グローバルビジネスを展開するキャナルグローブ株式会社を設立。
  - 5月 - ベンチャービジネスへの投資事業を行うキャナルベンチャーズ株式会社を設立。
  - 6月 - Canal Ventures Collaboration Fund 1号投資事業有限責任組合を組成。
- 2019年（令和元年）7月 - AxxisConsulting (S) Pte. Ltd.を子会社化。
- 2020年（令和2年）
  - 4月 - CVCF2 投資事業有限責任組合を組成。
  - 6月 - ソフトバンクとの共同出資により設立したエアトラスト株式会社が営業を開始。

（BIPROGY株式会社）
- 2022年（令和4年）4月 - 商号をBIPROGY株式会社に変更。
- 2024年（令和6年）12月 - キャナルグローブ株式会社を吸収合併。
- 2025年（令和7年）2月 - BIPROGY and Translink Sustainability & Innovation Fund, L. Pを組成。

## 不祥事
2022年6月、関西支社（大阪市）が業務の委託を受けた兵庫県尼崎市の住民税非課税世帯などへの臨時特別給付金情報を含む、全市民約46万人分の個人情報（名前や住所、生年月日、住民税額や、児童手当と生活保護の受給世帯の口座情報など）が入ったUSBメモリーを、協力会社の委託先の従業員が紛失した。同従業員はデータ移管作業のためにUSBメモリーにデータを保存し、6月21日に市の市政情報センターから持ち出したが、市から許可を得ていなかったうえ、作業後には元請であるBIPROGY社員3人と吹田市内の飲食店にて飲酒し、帰宅する途中に酔った状態で翌日の午前2時から3時ごろまで路上で寝てしまい、鞄ごと紛失したと説明している。尼崎市の記者会見に際し、市職員が設定されていたパスワードの桁数や文字の組み合わせを漏洩させる情報セキュリティ事故が発生し、「ブルートフォース攻撃」へのリスクが高まったと批判を受けることとなった。なお、当該のUSBメモリーは6月24日に発見されている。
メモリーを紛失した者について、BIPROGYは当初、「協力会社の社員」と説明していたが、26日になって「協力会社の委託先の社員」の誤りだったと発表した。当社と尼崎市のとの契約では、業務の一部を委託する際は市の許可を取ると記載があったが、尼崎市は「紛失発覚後に初めて知った」と説明している。なお、BIPROGYは協力会社については名称を公表しているが、委託先については「企業規模からも個人の特定に繋がる可能性があるため」として公表していない。
なお、尼崎市は2022年7月8日、BIPROGYに対して同7月9日から2024年1月8日までの18か月間の入札参加停止措置を決定している。9月21日には個人情報保護委員会がBIPROGYへの行政指導を発表した。
11月28日、尼崎市の第三者委員会は、個人情報の漏洩は確認されなかったとする調査報告書を提出した。BIPROGYについては市の承諾を得ずに委託業務先の再委託、再々委託を行う、USBメモリを鍵付き金属ケースではなく普通の鞄で持ち運ぶ等の契約違反が認定された。2023年6月9日、尼崎市はBIPROGYに対し調査に要した費用など約2950万円の損害賠償を求める文書を送付したと発表した。

## 歴代社長
（日本ユニシス株式会社 以降）
- 1988年（昭和63年）4月 西川晃一郎
- 1993年（平成5年）6月 石栗一民
- 1997年（平成9年）6月 天野順一
- 2001年（平成13年）6月 島田精一
- 2005年（平成17年）6月 籾井勝人
- 2011年（平成23年）6月 黒川茂
- 2016年（平成28年）4月 平岡昭良
- 2024年（令和6年）4月 齊藤昇

## 製品・サービス
サービス
- マイホームマーケット
- オープントラスティ
- スマートタクシー
- 情報セキュリティサービス iSECURE【BIPROGY】

ハードウェア
- エンタープライズ・サーバES7000
- エンタープライズサーバ（ClearPathサーバ）
- エンタープライズWindowsサーバ
- UNIX
- ソリューションサーバ

## 事業部門・拠点
- 本社（東京都江東区）
- 関西支社（大阪市北区）
- 中部支社（名古屋市中区）
- 九州支社（福岡市博多区）
- 北海道支店（札幌市中央区）
- 東北支店（仙台市青葉区）
- 新潟支店（新潟市中央区）
- 北陸支店（石川県金沢市）
- 静岡支店（静岡市葵区）
- 中国支店（広島市中区）

## グループ企業
- BIPROGY株式会社
- ユニアデックス株式会社
- UEL 株式会社
- 株式会社トレードビジョン
- 株式会社国際システム
- G&Uシステムサービス株式会社
- USOLベトナム有限会社
- ケンブリッジ・テクノロジー・パートナーズ株式会社
- Cambridge Technology Partners Inc.
- 株式会社エイファス
- エス・アンド・アイ株式会社
- キャナルベンチャーズ株式会社
- Canal Ventures Collaboration Fund 1号投資事業 有限責任組合
- CVCF2 投資事業 有限責任組合
- Axxis Consulting (S) Pte. Ltd.
- Axxis Technologies (S) Pte. Ltd.
- Axxis Consulting (M) Sdn. Bhd.
- Emellience Partners株式会社
- BIPROGY USA, Inc.
- Netmarks Information Technology (Shanghai) Co., Ltd.
- 株式会社ユニエイド
- BIPROGY チャレンジド株式会社
- UEL (Thailand) Co., Ltd.
- テック・ビューイ ング株式会社
- グリーンデジタル ＆イノベーション株式会社
- V-Drive Technologies株式会社
- AFON IT Pte. Ltd.
- AFON Systems Pte. Ltd.
- AFON Technologies Pte. Ltd.
- 株式会社エイファス
- キャナルペイメントサービス株式会社
- BIPROGY and Translink Sustainability & Innovation Fund, L. P

## 所属スポーツ・チーム
実業団バドミントン部（日本ユニシス株式会社→BIPROGY株式会社）
- 1989年に創部[38]シドニーオリンピック、アテネオリンピックの男子シングルス日本代表選手を輩出[39]。北京オリンピックに坂本修一、池田信太郎が男子ダブルスの日本代表選手として出場。リオデジャネイロオリンピックではバドミントン日本代表（9人）に7人を輩出[40]。女子ダブルスで高橋礼華、松友美佐紀組が金メダル、女子シングルスで奥原希望が銅メダルを獲得した。
- 「日本リーグ」（2005年、2006年、2009年）、「全日本実業団選手権大会」（2006年）で優勝している。
- 2007年に女子チームを創設し、2010年1月に「バドミントン日本リーグ2009」1部リーグ最下位チームと「入替戦」で勝利し、1部リーグへ昇格した。実業団女子チームとしては初めて女性監督を起用[41]している
- 2009年に2012年ロンドンオリンピック出場とメダル獲得を目標に、池田信太郎と、潮田玲子が混合ダブルスを結成した。
- 潮田玲子は2010年5月16日付けでチームに加入した。
- 日本リーグで男女アベック優勝 2010年度、2013年度、2015年度。
- 2017年のバドミントン第23回世界選手権で、奥原希望が女子シングルスで日本人初の優勝した。

## スポンサー
東京ディズニーランド
- 商号が日本ユニシス株式会社であった1989年3月7日からオフィシャルスポンサーとして夜のパレードを提供し、パレード最後尾のフロートはBIPROGYロゴのフロートである。
- パレード名変遷
  - 東京ディズニーランド・エレクトリカルパレード 1985年（昭和60年）3月9日 - 1995年（平成7年）6月21日
  - ディズニー・ファンティリュージョン! 1995年（平成7年）7月21日 - 2001年（平成13年）5月15日
  - 東京ディズニーランド・エレクトリカルパレード・ドリームライツ 2001年（平成13年）6月1日 - 現在

東京ディズニーシー
- 商号が日本ユニシス株式会社であった2001年（平成13年）開園以来のオフィシャルスポンサーで、「フォートレス・エクスプロレーション」を提供している。

日本女子プロゴルフ協会
- トーナメントのスコアリングシステムに関するオフィシャル・コーポレートサポーターを務める。

テレビ番組提供 
- 2009年4月からBS-TBSで、岸井成格が司会する若手政治家による討論番組『政策討論 われらの時代』を提供している。CMをBIPROGYサイトで公開している。
- 過去にテレビ朝日系列『ザ・スクープ』を提供した。

## 文化事業・社会貢献活動
協賛活動
- ヴァイオリニスト川畠成道や東京シティ・フィルハーモニック管弦楽団など国内外のアーティスト、オーケストラの公演を協賛している。
- 歌手倉木麻衣がBIPROGYグループのブランドアンバサダーを務めている。
- 環境省エコチル調査企業・団体サポーター（2011年-）

## 出身人物
- 塩谷靖子
日本ユニバック時代に、コンピュータからのデータを点字で紙に打ち出す日本初の点字変換ソフトの開発に携わった視覚障害プログラマー。歌曲『千の風』で知られるソプラノ歌手でもある。
- 喜入博（KPMGビジネスアシュアランス株式会社 元常勤顧問、JASA元副会長/日本アメリカンフットボール協会 元理事、日本年金機構元理事）
- 佐藤雄二朗（キヤノンITソリューションズ株式会社 顧問/情報サービス産業協会（JISA）元会長）
- 島田精一（元社長、現・独立行政法人住宅金融支援機構 理事長）
- 細野助博（経済学者、中央大学教授）
- 田中康仁（愛知淑徳大学大学院教授）
- 手島歩三（ビジネス情報システム・アーキテクト 代表取締役）
- 亦賀忠明（ガートナー ジャパン株式会社バイス プレジデント 兼 最上級アナリスト）
- 柴田誠（トリコロール 代表取締役会長)
- 森由一（トリコロール 代表取締役社長）
- 成田明彦（シマンテック元会長）
- 浮川初子（ジャストシステム元取締役副会長）
- 松田貴典（大阪成蹊大学教授（副学長））
- 籾井勝人（日本放送協会第21代会長）
- 市川千尋（経済学者、日本経済大学教授）
- 神山治貴（マクニカ創業者）